# Mikael E. Lindström
Mikael Ernst Lindström, född 1967, är en svensk professor i massateknologi och akademisk ledare. Han är sedan 2023 prorektor för Kungliga Tekniska Högskolan.

## Biografi
Lindström disputerade 1997 på en avhandling om faktorer som påverkar mängden lignin vid tillverkning av sulfatmassa. Han anställdes därefter vid Kvaerner Pulping AB i Karlstad där han under fem år ansvarade processutvecklingen och laboratoriet. Arbetet ledde till introduktionen av ett helt nytt system för kemisk massatillverkning, "Compact Cooking" tekniken, som sedan införts på ett trettiotal massafabriker i världen. Framgångarna bidrog till att han 2008 tilldelades Ekmanmedaljen av Svenska Pappers- och Cellulosaingenjörsföreningen.
Lindström återvände 2001 till KTH som universitetslektor i massateknologi, och utnämndes till professor 2008. Han var avdelningschef för massateknologi och träkemi 2007–2011, prefekt för institutionen Fiber och Polymerteknologi 2008–2011 samt 2011–2017 dekan för Skolan för kemivetenskap. 2017-2022 var han dekan för Skolan för kemi, bioteknik och hälsa, varefter han utsågs till KTH:s prorektor från och med 2023.
Lindström är också verksam som läromedelsförfattare, och är en av medgrundarna till företagen CleanFlow AB, som infört avancerade filteringar i kemiska massabruk, samt Re:Newcell som sysslar med återvinning av textilfibrer.
Lindströms vetenskapliga publicering har (2024) enligt Google Scholar närmare 5 543 citeringar och ett h-index på 40.